# Neukirch/Lausitz
Neukirch/Lausitz este o comună din landul Saxonia, Germania.
1. ↑  GeoNames